# Zuhres
Zuhres eller Zugres (ukrainsk: Зугрес, russisk: Зугрэс) er en by i Khartsyzk kommune i de facto Folkerepublikken Donetsk ; de jure Donetsk oblast, Ukraine.
Byen har en befolkning på omkring 17.924 (2021).

## Historie
Byens historie begynder med beslutningen om at bygge et kraftværk i nærheden af en bebyggelse i Zuyivka som en del af den sovjetiske GOELRO-plan i 1929. Navnet for den nye bebyggelse omkring værket blev efter værket givet som "ZuHRES", Zuyivka Government Raion Electrical Station. Det første kraftværk blev bygget i 1932, og senere blev der bygget endnu et i 1980'erne.
Under 2. verdenskrig besatte tyskerne byen og myrdede lokale jøder samt kommunister i massehenrettelser i en kløft uden for byen.
Siden 2014 er Zuhres blevet administreret som en del af den ikke anerkendte Donetsk Folkerepublik.

## Galleri
- Dæmning ove floden Krynka ved Zuhres
- Fødselskirken i Zuhres
- Zuhres kraftværk
- Floden Krynka nær Zuhres